# Episodi di Mr. Chapel
La prima e unica stagione della serie televisiva Mr. Chapel, composta da 16 episodi, è stata trasmessa negli Stati Uniti, da ABC, dal 29 settembre 1998 al 25 febbraio 1999.
In Italia la stagione è stata trasmessa da Rai 2 nel 2001.
| nº | Titolo originale        | Titolo italiano | Prima TV USA      | Prima TV Italia |
| -- | ----------------------- | --------------- | ----------------- | --------------- |
| 1  | Cruel and Unusual       |                 | 29 settembre 1998 |                 |
| 2  | Victim of Circumstances |                 | 1º ottobre 1998   |                 |
| 3  | Eden                    |                 | 8 ottobre 1998    |                 |
| 4  | Bitter End              |                 | 15 ottobre 1998   |                 |
| 5  | Justice                 | Giustizia       | 22 ottobre 1998   | 28 agosto 2001  |
| 6  | Ambition                |                 | 29 ottobre 1998   |                 |
| 7  | Security                |                 | 10 dicembre 1998  |                 |
| 8  | Dishonorable Discharge  | Corruzione      | 17 dicembre 1998  |                 |
| 9  | Noir                    |                 | 24 dicembre 1998  |                 |
| 10 | Vendetta                |                 | 7 gennaio 1999    |                 |
| 11 | Confidence              |                 | 14 gennaio 1999   |                 |
| 12 | Judgment                |                 | 21 gennaio 1999   |                 |
| 13 | Clique                  |                 | 28 gennaio 1999   |                 |
| 14 | Critical                |                 | 4 febbraio 1999   |                 |
| 15 | Legalese                |                 | 11 febbraio 1999  |                 |
| 16 | Friends                 |                 | 25 febbraio 1999  |                 |